# Epidendrum microphyllum
Epidendrum microphyllum là một loài lan nhiệt đới trong chiEpidendrum.

## Hình ảnh

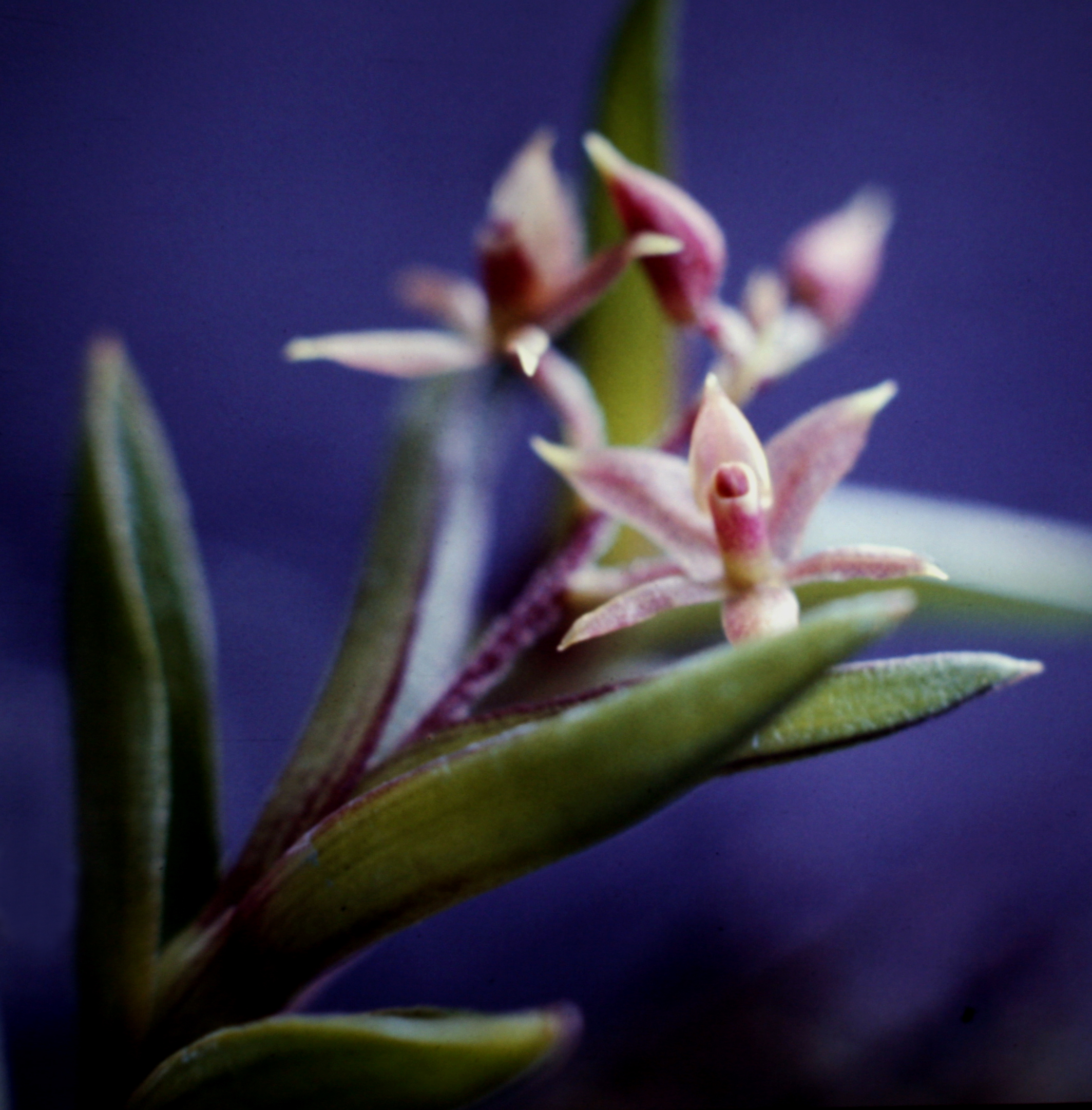